# Argidia palmipes
Argidia palmipes là một loài bướm đêm trong họ Noctuidae.